# Торопецький район
Торопецький район (рос. Торопецкий район) — муніципальний район у складі Тверської області Російської Федерації.
Адміністративний центр — місто Торопець.

## Географія

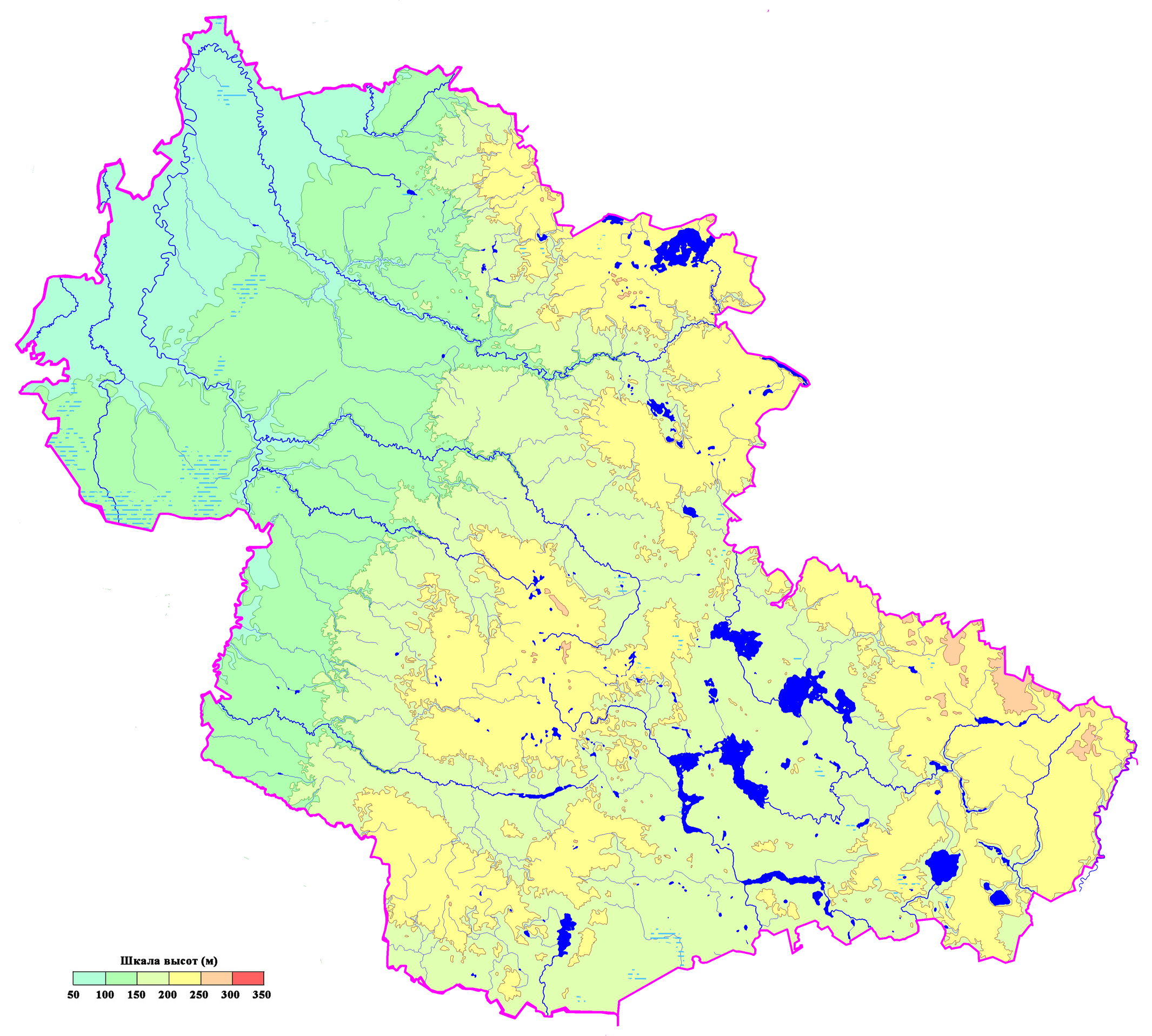
Фізична карта

Площа Торопецького району становить 3373 км²
Район розташований у північно-західній частині області, межує:
- на півночі — з Новгородською областю, Холмський район
- на сході — з Андреапольським районом
- на півдні — з Західнодвінським районом
- на заході — з Псковською областю, Куньінським, Великолуцьким та Локнянським районами.

На території району знаходяться 48 річок і 120 озер. Основні річки — Західна Двіна (по межі з Західнодвінським районом), Торопа, Кунья, Серьожа.

## Історія
Район було утворено в 1927 році у складі Ленінградської області з частини території Торопецького повіту Псковської губернії . В 1929 році увійшов до складу Західної області, з 1935 року — у складі Калінінської області . В 1944—1957 рр. входив до складу  Великолуцької області, з 1957 знову до Калінінської області.

## Населення
| Рік перепису | 1939   | 1959   | 1979   | 1989   | 2002   | 2009   | 2010   | 2018   |
| ------------ | ------ | ------ | ------ | ------ | ------ | ------ | ------ | ------ |
| Населення    | 55 811 | 22 923 | 34 396 | 31 228 | 25 235 | 21 874 | 20 526 | 18 218 |

## Адміністративний поділ

### Міське поселення
| № | Міське поселення | Населення | Кількість населених пунктів | Адміністративний центр |
| - | ---------------- | --------- | --------------------------- | ---------------------- |
| 1 | город Торопець   | 11 826    | 1                           | Торопець               |

### Сільські поселення
| № | Сільські поселення                 | Населення | Кількість населених пунктів | Адміністративний центр |
| - | ---------------------------------- | --------- | --------------------------- | ---------------------- |
| 1 | Василевське сільське поселення     | 501       | 11                          | Ново-Троїцьке          |
| 2 | Кудрявцевське сільське поселення   | 346       | 24                          | Озерець                |
| 3 | Плоскошське сільське поселення     | 1614      | 107                         | Плоскошь               |
| 4 | Подгородненське сільське поселення | 988       | 24                          | Підгороднє             |
| 5 | Пожинське сільське поселення       | 645       | 40                          | Пожня                  |
| 6 | Понізовське сільське поселення     | 626       | 21                          | Пониззя                |
| 7 | Речанське сільське поселення       | 820       | 28                          | Речане                 |
| 8 | Скворцовське сільське поселення    | 630       | 49                          | Скворцово              |